# We Are I-dle
We are i-dle è la prima raccolta del girl group sudcoreano I-dle, pubblicato il 2 maggio 2025.

## Descrizione
Si tratta di una compilation dei primi singoli ri-registrati a seguito dell'uscita di Soojin dal gruppo nel 2021. Tutte le tracce sono state remixate da Jae Bin Shin.

## Tracce
1. LATATA – 3:22
2. HANN (Alone) – 3:25
3. Senorita – 3:17
4. Uh-Oh – 3:27
5. Oh my god – 3:15
6. LION – 3:31
7. i'M THE TREND – 3:24
8. DUMDi DUMDi – 3:30
9. HWAA – 3:17